# Claudia Kristofics-Binder

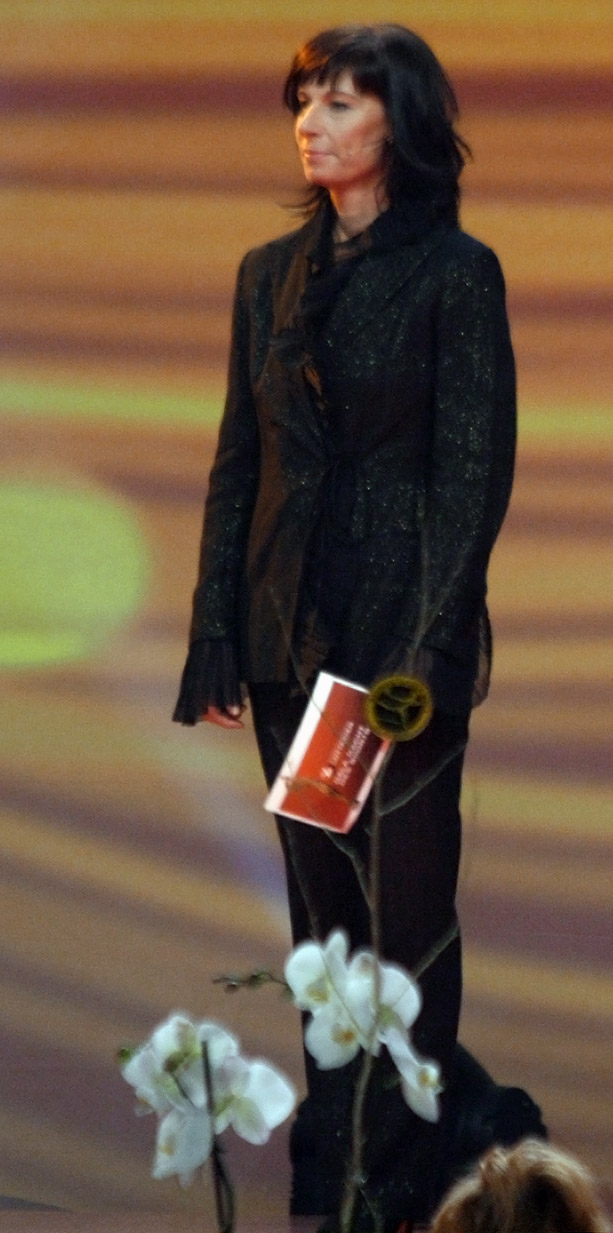
Claudia Kristofics-Binder

Claudia Kristofics-Binder (née le 5 octobre 1961 à Vienne) est une ancienne patineuse artistique autrichienne individuelle.

## Biographie

### Carrière sportive
Claudia Kristofics-Binder commence sa carrière en compétition internationale de patinage artistique en 1976. En finissant troisième du championnat autrichien, elle fait ses débuts aux championnats d'Europe, Championnats du Monde et Jeux Olympiques. De 1977 à 1982, elle est championne d'Autriche. En 1980 elle participe à Lake Placid ses deuxièmes épreuves de Patinage artistique aux Jeux olympiques de 1980 où elle finit septième. Aux Championnats du Monde, elle se classe cinquième.
Elle perce un an après. Elle remporte les médailles de bronze des Championnats d'Europe en 1981 à Innsbruck et du Monde à Hartford en s'imposant à chaque fois dans les figures imposées. Elle participe aux Championnats d'Europe en 1982 à Lyon où elle est retirée mais aux Championnats du Monde à Copenhague, elle remporte à nouveau la médaille de bronze.
En 1981 et 1982, Claudia-Kristofics Binder est élue personnalité sportive autrichienne de l'année. Elle finit sa carrière sportive après les championnats du monde de 1982.

### Reconversion
Claudia Kristofics-Binder devient patineuse professionnelle après sa carrière sportive.
Elle étudie les sciences du sport et est après sa maîtrise chargée de cours à l'université de Vienne à l'institut des sciences du sport. Elle obtient aussi son diplôme d'entraîneur et est aussi chorégraphe. Elle travaille également dans le service des sports de l'Österreichischer Rundfunk. Elle entraîne sa fille Delphine Kristofics-Binder qui est devenue elle aussi patineuse artistique.

### Famille
Claudia Kristofics-Binder est la sœur cadette du patineur artistique autrichien Helmut Kristofics-Binder.

## Palmarès
| Concours / Année        | 1976    | 1977    | 1978    | 1979    | 1980    | 1981    | 1982    |  |  |  |  |  |  |  |
| Jeux olympiques d'hiver | 16e     |         |         |         | 7e      |         |         |  |  |  |  |  |  |  |
| Championnats du monde   | 16e     | 11e     | 13e     | 7e      | 5e      | 3e      | 3e      |  |  |  |  |  |  |  |
| Championnats d'Europe   | 13e     | 8e      |         |         | A       | 3e      | 1re     |  |  |  |  |  |  |  |
| Championnats d'Autriche | 3e      | 1re     | 1re     | 1re     | 1re     | 1re     | 1re     |  |  |  |  |  |  |  |
|                         |         |         |         |         |         |         |         |  |  |  |  |  |  |  |
| Autre Compétition       | 1975/76 | 1976/77 | 1977/78 | 1978/79 | 1979/80 | 1980/81 | 1981/82 |  |  |  |  |  |  |  |
| Skate America           |         |         |         |         | 9e      |         |         |  |  |  |  |  |  |  |
| Skate Canada            |         | 7e      | 5e      |         |         |         |         |  |  |  |  |  |  |  |
| Légende : A = Abandon   |         |         |         |         |         |         |         |  |  |  |  |  |  |  |